# Prawa De Morgana
Prawa De Morgana – zestaw reguł w logice matematycznej i teorii mnogości, konkretniej w klasycznym rachunku zdań, rachunku kwantyfikatorów i algebry zbiorów. Prawa De Morgana wiążą ze sobą pary spójników, kwantyfikatorów lub działań na zbiorach za pomocą negacji lub funkcji dopełnienia zbioru. Prawa te są twierdzeniami w niektórych teoriach formalnych, np. w logice klasycznej, lub aksjomatami definiującymi niektóre struktury jak algebry De Morgana.
Prawa te sformułował Augustus De Morgan – angielski matematyk z XIX wieku.

## Rachunek zdań
I prawo De Morgana – zaprzeczania koniunkcjinegacja koniunkcji jest równoważna alternatywie negacji
{\displaystyle \lnot (p\land q)\iff (\lnot p\lor \lnot q),}
gdzie {\displaystyle p} i {\displaystyle q} oznaczają zdania w sensie logiki.
II prawo De Morgana – zaprzeczenia alternatywynegacja alternatywy jest równoważna koniunkcji negacji
{\displaystyle \lnot (p\lor q)\iff (\lnot p\land \lnot q).}
Prawa umożliwiają definiowanie jednych spójników zdaniowych za pomocą innych. Na przykład korzystając z koniunkcji i negacji, za pomocą prawa podwójnej negacji można określić alternatywę:
{\displaystyle p\lor q\iff \lnot (\lnot p\land \lnot q).}

### Tabele wartości logicznych
| 1 | 1 | 1 | 0 | 0 | 0 | 0 |
| 1 | 0 | 0 | 1 | 0 | 1 | 1 |
| 0 | 1 | 0 | 1 | 1 | 0 | 1 |
| 0 | 0 | 0 | 1 | 1 | 1 | 1 |
| 1 | 1 | 1 | 0 | 0 | 0 | 0 |
| 1 | 0 | 1 | 0 | 0 | 1 | 0 |
| 0 | 1 | 1 | 0 | 1 | 0 | 0 |
| 0 | 0 | 0 | 1 | 1 | 1 | 1 |
Porównanie wartości w czwartej i siódmej kolumnie ostatniego wiersza obu tabel (oznaczonych kolorem żółtym) daje przekonanie o prawdziwości wyrażeń
{\displaystyle \lnot (p\land q)\iff (\lnot p)\lor (\lnot q)} oraz
{\displaystyle \lnot (p\lor q)\iff (\lnot p)\land (\lnot q)}
bez względu na wartościowanie zmiennych {\displaystyle p} i {\displaystyle q} (ma ono zawsze wartość logiczną równą 1). Zdania takie jak nazywa się tautologiami.

## Rachunek kwantyfikatorów
Do praw De Morgana należą też reguły zaprzeczania kwantyfikatorom:
{\displaystyle \lnot {\bigg (}\forall _{x}\ p(x){\bigg )}\iff {\bigg (}\exists _{x}\ \lnot p(x){\bigg )},}
{\displaystyle \lnot {\bigg (}\exists _{x}\ p(x){\bigg )}\iff {\bigg (}\forall _{x}\ \lnot p(x){\bigg )},}
gdzie {\displaystyle p(x)} jest dowolnym zdaniem zależnym od zmiennej {\displaystyle x.}

## Teoria mnogości

Ilustracja mnogościowych praw De Morgana – obie strony równości zaznaczono na niebiesko

W teorii mnogości prawa De Morgana służą opisowi działania dopełnienia lub szerzej różnicy zbiorów:
1. dopełnienie sumy zbiorów jest równe części wspólnej ich dopełnień
{\displaystyle (A\cup B)^{c}=A^{c}\cap B^{c},}
2. dopełnienie części wspólnej zbiorów jest równe sumie ich dopełnień
{\displaystyle (A\cap B)^{c}=A^{c}\cup B^{c}.}

Z zasady indukcji matematycznej to samo prawo zachowane jest dla skończenie wielu zdarzeń:
{\displaystyle \left(\bigcup _{i\in I}~A_{i}\right)^{c}=\bigcap _{i\in I}~A_{i}^{c},}
{\displaystyle \left(\bigcap _{i\in I}~A_{i}\right)^{c}=\bigcup _{i\in I}~A_{i}^{c},}
gdzie {\displaystyle I\subset \mathbb {N} .}
Analogicznie wysławia się i zapisuje prawa De Morgana dla nieskończonych rodzin zbiorów. Wtedy w powyższych wzorach należy przyjąć, że {\displaystyle I} jest taką rodziną.

## Algebry Boole’a
Jeżeli {\displaystyle (B,\cup ,\cap ,-,0,1)} jest zupełną algebrą Boole’a, to dla {\displaystyle a_{i}\in B,\,i\in I{:}}
{\displaystyle -\left(\bigcup _{i\in I}~a_{i}\right)=\bigcap _{i\in I}~-a_{i},}
{\displaystyle -\left(\bigcap _{i\in I}~a_{i}\right)=\bigcup _{i\in I}~-a_{i}.}